# Toshi Ichiyanagi
Toshi Ichiyanagi (Kobe, 3 de fevereiro de 1933 – 7 de outubro de 2022) foi um compositor japonês de música clássica que estudou composição com Kishio Hirao e John Cage e piano com Chieko Hara, Weiser Barnhard e Webster Beveridge. Depois de frequentar a Julliard School of Music e a New School for Social Research em Nova Iorque entre 1954–60, ele retornou ao Japão em 1961 e introduziu muitos novos conceitos musicais, incluindo ideia de Cage de indeterminação, exercendo uma forte influência sobre a direção da música contemporânea japonesa.

## Biografia
Como um dos principais compositores no Japão, Ichiyanagi fez composições na maioria dos gêneros de música: óperas, orquestras, de câmara e obras instrumentais. Algumas de suas obras mais importantes são o seu Concerto para Violino "Circulando Cenário" (1983), Piano Concerto No.2 "Retrato de Inverno" (1987) e Opera "Momo" (1995), baseado em um romance de Michael Ende. Ao redigir estas peças em larga escala, ele também ficou conhecido por suas composições usando instrumentos tradicionais japoneses como o sho e ensemble gagaku. Muitos deles foram realizados em todo o mundo, especialmente pelo Ensemble Música Tokyo International - uma organização onde ele atua como diretor artístico.
Ichiyanagi ganhou o Prêmio Elizabeth A. Coolidge (1954) e o Prêmio Serge Koussevitzky (1956) durante seus estudos em Nova York.  Ele também foi membro do Fluxus. Desde seu retorno ao Japão, ele recebeu inúmeros prêmios, incluindo o prestigioso Prêmio Kenzo Nakajima (1984), a Ordre des Arts et des Lettres do Governo Francês (1985) e Grand Prix do Prêmio de Música de Kyoto (1989). Em 1990, ele recebeu o Prêmio Otaka pela quarta vez, por sua única sinfonia "Berlin Renshi".
Toshi Ichiyanagi foi o primeiro marido de Yoko Ono, viúva de John Lennon, que também tocava no Fluxus. Yoko e Toshi se separam em 1961.